# Devarodes emplociaria
Devarodes emplociaria là một loài bướm đêm trong họ Geometridae.